# 松谷彼哉
松谷 彼哉（まつたに かや、1970年3月20日 - ）は、日本の女優、声優。北海道小樽市出身、札幌市生まれ。劇団昴所属。

## 略歴
芝居をしようと思ったきっかけは小学6年生の時の学芸会で主役を演じていたから。小学校時代の文集で「女優さんになりたい」と書いていた。高校時代に本格的に芝居をしようと思うようになった。
北海道女子短期大学（現・北翔大学短期大学部）卒業。
歌、ダンスは「個人でも習える」と思ったため、「芝居を教えてくれるところ…」と思い、昴の養成所に入所。
養成所時代に初舞台を踏む。
ボイスサンプルを聞いていたディレクターがキャスティングしてもらったWOWOWで放送されていたアメリカ合衆国のテレビドラマ『サンタバーバラ』のレイクン役で声優としての活動を始める。

## 人物
普通自動車免許と中学教諭（家庭科）2級の資格を取得している。
特技は歌、衣装装飾。
趣味は乗馬、ダイビング、自然鑑賞、世界遺産巡り、アート写真制作。
方言は北海道弁。
折笠愛と声が似ていると言われることが多い。

## 出演
太字はメインキャラクター。

### テレビアニメ
1997年
- 金田一少年の事件簿（1997年 - 2000年、春日優子、逆井成美、汐見初音、参道麻衣、幽月来夢）
- 名探偵コナン（1997年 - 2007年、中山英子、木島弥生、語りの声、山口史織）
- 烈火の炎（音遠、立迫博子）

1998年
- 快傑蒸気探偵団 TV ANIMATION SERIES（シャオの母）
- 南海奇皇（ナイエル）

1999年
- GTO（嘉手納南風）
- ∀ガンダム（女性隊員B）
- どっきりドクター（人魚）

2000年
- 幻想魔伝 最遊記（紅蘭）
- サクラ大戦TV

2001年
- Cosmic Baton Girl コメットさん☆（花村志保）
- デジモンテイマーズ（松田美枝、浅沼奈美先生）

2002年
- ヴァイスクロイツ グリーエン（シエル）
- ふぉうちゅんドッグす（アーネスト）

2003年
- L/R -Licensed by Royal-（マチルダ）
- シンデレラボーイ（キャシー）
- 探偵学園Q（山咲夏実）

2004年
- ふたりはプリキュア（2004年 - 2006年、クイーン） - 2シリーズ

2005年
- ブラック・ジャック（2005年 - 2006年、チンクの母、幸）
- BLEACH（2005年 - 2012年、松本乱菊）

2009年
- 東のエデン（森美朝子）

2012年
- アイカツ!（2012年 - 2016年、光石織姫）

2014年
- キャプテン・アース（スピッツ / 安藤ニオ）

2017年
- 牙狼〈GARO〉-VANISHING LINE-（マリー）
- おそ松さん（栄太郎の母）

2018年
- ツルネ シリーズ（2018年 - 2023年、湊の母） - 2シリーズ

2019年
- アイカツオンパレード!（2019年 - 2020年、光石織姫）

2022年
- BLEACH 千年血戦篇（2022年 - 2023年、松本乱菊） - 2シリーズ

### 劇場アニメ
1998年
- この星の上に

2006年
- 劇場版BLEACH MEMORIES OF NOBODY（松本乱菊）

2007年
- 劇場版BLEACH The DiamondDust Rebellion もう一つの氷輪丸（松本乱菊）

2008年
- 劇場版BLEACH Fade to Black 君の名を呼ぶ（松本乱菊）

2010年
- 劇場版BLEACH 地獄篇（松本乱菊）
- 東のエデン 劇場版II Paradise Lost（森美朝子）

2012年
- ドラゴンエイジ -ブラッドメイジの聖戦-（大司教）

2014年
- アイカツ！シリーズ（2014年 - 2025年、光石織姫） - 5作品

2018年
- フリクリ オルタナ（木滝真希）

2022年
- 劇場版アイカツプラネット!（ミスティカルケリュネイア）
- 劇場版ツルネ -はじまりの一射-（湊の母）

### OVA
- 刻の大地 〜花の王国の魔女〜（1998年、エレイン）
- 鬼公子炎魔（2006年、みい子）
- サクラ大戦 ニューヨーク・紐育（2007年、ダイアナ・カプリス）
- BLEACH カラブリ! 護廷十三屋台大作戦!（2008年、松本乱菊）
- ONE PIECE ロマンス ドーン ストーリー（2008年、シルク）
- DOGS/BULLETS&CARNAGE（2009年、ミレーナ）

### ゲーム
1999年
- ロードオブモンスターズ（PS版）（ハーネット）

2001年
- 湾岸 Midnight Club（ケイコ・ハタノ）

2002年
- 星のまほろば（大学助教授）

2004年
- アニメバトル 烈火の炎 FINAL BURNING（音遠）
- True Crime（ジル）

2005年
- サクラ大戦V 〜さらば愛しき人よ〜（ダイアナ・カプリス）
- BLEACH 〜選ばれし魂〜（松本乱菊）
- BLEACH 〜ヒート・ザ・ソウル2〜（松本乱菊）

2006年
- BLEACH 〜ヒート・ザ・ソウル3〜（松本乱菊）
- BLEACH 〜ブレイド・バトラーズ〜（松本乱菊）

2007年
- アルトネリコ2 世界に響く少女たちの創造詩（インフェル）
- BLEACH 〜ヒート・ザ・ソウル4〜（松本乱菊）
- BLEACH 〜ブレイド・バトラーズ2nd〜（松本乱菊）
- BLEACH DS 2nd 〜黒衣ひらめく鎮魂歌〜（松本乱菊）

2008年
- ドラマチックダンジョン サクラ大戦 〜君あるがため〜（ダイアナ・カプリス）
- BLEACH The 3rd Phantom（松本乱菊）
- BLEACH 〜ソウル・カーニバル〜（松本乱菊）
- BLEACH バーサス・クルセイド（松本乱菊）
- BLEACH 〜ヒート・ザ・ソウル5〜（松本乱菊）

2009年
- BLEACH 〜ソウル・カーニバル2〜（松本乱菊）
- BLEACH 〜ヒート・ザ・ソウル6〜（松本乱菊）
- BLEACH DS 4th フレイムブリンガー（松本乱菊）

2010年
- トリニティ ジルオール ゼロ（ケリュネイア）
- BLEACH 〜ヒート・ザ・ソウル7〜（松本乱菊）

2012年
- アイカツ! シンデレラレッスン（光石織姫）

2014年
- アイカツ! 365日のアイドルデイズ（光石織姫）

2015年
- アイカツ! My No.1 Stage!（光石織姫 / マスカレード・ヒメ）

2016年
- アイカツ! フォトonステージ!!（光石織姫）
- League of Legends（イブリン）

2018年
- グランブルーファンタジー（光の園のクイーン）

2021年
- モンスターハンターストーリーズ2 〜破滅の翼〜（ユム＝ラナ）
- モンスターストライク（松本乱菊）

2022年
- アイカツプラネット!（ミスティカルケリュネイア）

2025年
- BLEACH Rebirth of Souls（松本乱菊）

### ドラマCD
- TVアニメ/データカードダス『アイカツ!』&『アイカツスターズ!』スペシャルドラマCD（2018年、光石織姫〈ヒメ〉）

### 吹き替え

#### 担当女優
モリーナ・バッカリン
- GOTHAM/ゴッサム（レスリー・トンプキンス博士）
- THE MENTALIST メンタリストの捜査ファイル（エリカ・フリン）
- V（アンナ）

#### 映画
- アイアン・イーグル4 ※テレビ東京版
- 悪魔のくちづけ（テア〈カルメン・チャップリン〉）
- アンナと王様（タプティム〈バイ・リン〉）※ソフト版、機内上映版
- 生贄（シルビア〈タマラ・シムノヴィク〉）
- イングロリアス・バスターズ（ショシャナ・ドレフュス〈メラニー・ロラン〉）
- インモラルネクター（エーヴ）
- ヴェニスの商人（ポーシャ〈リン・コリンズ〉）
- 麗しのサブリナ（グレッチェン・ヴァン・ホーン）※ソフト版
- F/X THE ILLUSION 新たなる罠
- エブリバディ・ラブズ・サンシャイン（クレア〈レイチェル・シェリー〉）
- 幼なじみ（ソフィ〈ヴェロニク・バルム〉）
- 思い出のハートブレイク・ホテル（デリア〈ヴァージニア・マドセン〉）※テレビ東京版
- ガーゴイル（クリスティーナ・デュラント）
- ガウディアフタヌーン（エイプリル・シャウアー〈ジュリエット・ルイス〉）
- 画家と庭師とカンパーニュ（キャロル）
- 風と共に去りぬ ※テレビ東京版
- カレの嘘と彼女のヒミツ（ルル・フリッツ〈ジョジー・マラン〉）
- がんばれ!ベンチウォーマーズ（リズ）
- キスキス,バンバン -L.A.的殺人事件（フリッカ〈アンジェラ・リンドヴァル〉）
- 君さえいれば/金枝玉葉（ウィン〈アニタ・ユン〉）
- 君のいた永遠（チャンリー〈カレン・モク〉）
- キャット・チェイサー ※テレビ朝日版
- キャデラック・マン（ライラ〈ロリ・ペティ〉）※テレビ東京版
- 疑惑の幻影（アンバー〈アンジェラ・フェザーストーン〉）
- クイーン・オブ・ザ・ヴァンパイア（ジェシー）
- グッドモーニング・プレジデント（キム・イヨン〈ハン・チェヨン〉）
- グレイス・オブ・マイ・ハート（ケリー・ポーター〈ブリジット・フォンダ〉）
- GO!GO!L.A.（バーバラ〈ヴィネッサ・ショウ〉）※VHS版
- 恋する40DAYS（キャンディ〈モネ・メイザー〉）
- 幸福の条件 ※日本テレビ版
- コレラの時代の愛（フェルミーナ・ダーサ〈ジョヴァンナ・メッツォジョルノ〉）
- 殺しのベストセラー（ホリー・ミーチャム	〈アリソン・バルソン〉）※テレビ東京版
- 13 ラブ 30 サーティン・ラブ・サーティ（ルーシー〈ジュディ・グリア〉）
- 最'愛'絶叫計画（アンディ〈ソフィー・モンク〉）
- サイモン・セズ（クレア・フェンス）
- ザ・ヘラクレス（アルクメネ王妃〈ロクサンヌ・マッキー〉）
- 死霊危険地帯 ゾンビハザード（ヘイデン〈リック・マジェスケ〉）
- 17歳の肖像（ヘレン〈ロザムンド・パイク〉）
- スパニッシュ・アパートメント（マルティーヌ〈オドレイ・トトゥ〉）
- 説得（ラッセル夫人〈ニキ・アムカ＝バード〉）
- セックス・アンド・ザ・シティ（シャーロット・ヨーク〈クリスティン・デイヴィス〉）
  - セックス・アンド・ザ・シティ2
- セブンソード（リィウ・ユイファン〈チャン・チンチュー〉）
- ソード・オブ・ザ・ファンタジー（レーニャ〈アーニャ・クナウアー〉）
- ゾディアック（メラニー〈クロエ・セヴィニー〉）
- タイムマスター〜時空をかける少年〜（サラ女王〈ケイト・ウィンスレット〉）
- 007/消されたライセンス（パム・ブーヴィエ〈キャリー・ローウェル〉）※ソフト版
- ダンテズ・ピーク（ベビーシッター）※ソフト版
- チアーズ!（ミッシー〈エリザ・ドゥシュク〉）
- 沈黙の要塞 ※テレビ朝日版
- つぐない（18歳のブライオニー〈ロモーラ・ガライ〉）
- DECOY/密猟地帯
- ドーベルマン・エクスプレス（ブリジッド〈ヴァレリー・ドラグエ〉）
- 盗撮ドットコム（ジェニファー〈ケリー＝アン・テルフォード〉）
- トゥルー・ロマンス ※日本テレビ版
- 特殊工作員 ヒドゥン・プリンセス（ジウン〈チ・ソン〉）
- 特務指令 AIR AMERICA（アリソン〈ダイアナ・バートン〉）
- ドニー・イェン COOL（キャリー〈アニー・ウー〉）
- ドニー・ダーコ2
- トワイライト 特別篇（ヴィクトリア〈レイチェル・レフィブレ〉）※日本テレビ版
  - ニュームーン/トワイライト・サーガ ※日本テレビ版
- ナンバー23（ローラ・トーリンズ〈ローナ・ミトラ〉、ブロンドの女 / ドブキンス未亡人 / フィンガリングの母〈リン・コリンズ〉）
- 覗く女2 ※VHS版
- バイオ・アマゾネス（ミッシェル〈ビヴァリー・リン〉）
- バチェラー・パーティ2 最後の貞操ウォーズ（メリンダ〈サラ・フォスター〉）
- バットマン & ロビン Mr.フリーズの逆襲（ジュリー・マディソン〈エル・マクファーソン〉）※テレビ朝日版
- ハリウッド・ゲーム（ポーラ・カーヴァー）
- バルカン超特急（アイリス・ヘンダーソン〈マーガレット・ロックウッド〉）※PDDVD版
- パルプ・フィクション1/2
- ビッグ・スウィンドル!（ソ・インギョン）
- 秘密指令 クラッシュ
- ファイナル・プロジェクト
- 夫婦の楽園?! エデンへようこそ（ルーシー〈クリスティン・デイヴィス〉）※Netflix版
- ブラインド・ホライズン（クローイ・リチャーズ〈ネーヴ・キャンベル〉）
- プラダを着た悪魔（エミリー・チャールトン〈エミリー・ブラント〉[15]）※日本テレビ版
- ブレイド（シャーロット〈エミリー・ハースト〉）※テレビ朝日版
- プレジデント・トルーマン ※VHS版
- プロフェシー ※テレビ東京版
- ベオウルフ（セルマ〈サラ・ポーリー〉）
- ボディ・ショット（ジェーン・バニスター〈アマンダ・ピート〉）
- ホワイトハウス狂騒曲 ※テレビ朝日版
- ポワゾンの雫（ローラ〈ディオーザ〉）
- マグナム（セーラ・ブラウン）
- マスター 見えない敵（リヴ・ベックマン）
- マッド・ナース（アビー・ラッセル〈パス・デ・ラ・ウエルタ〉）
- ムーラン・ルージュ
- モータルコンバット コンクエスト（ジェン〈ジェニファー・レントン〉）
- ミッシング・ガン（モン）
- ミリオンダラー・ホテル（エロイーズ〈ミラ・ジョヴォヴィッチ〉）
- ユアン・マクレガー 赤と黒（マチルド〈レイチェル・ワイズ〉）
- 夢の旅路（ファティマ〈ミリー・アヴィタル〉）
- ラスト・エージェント（アリソン〈ダイアナ・バートン〉）
- ラスベガスをぶっつぶせ（ジル・テイラー〈ケイト・ボスワース〉）
- リメンバー・ミー（ホ・ソンミ〈キム・ミンジュ〉）
- ルーヴルの怪人
- ルームメイト ※テレビ朝日版
- ルール
- ルール・オブ・デス/カジノの死角（マリオン〈ジーナ・マッキー〉）
- レジェンド・オブ・サムライ（サラ〈エイプリル・テレク〉）
- ローラーボーイズ ※テレビ東京版
- ロケットマン（シーラ〈ブライス・ダラス・ハワード〉）
- ロッキー3 ※日本テレビ版
- ロスト・ソウルズ（マヤ・ラーキン〈ウィノナ・ライダー〉）
- ワーロック/ジ・エンド・オブ・ミレニアム（ロビン〈ボティ・ブリス〉）
- わたしが美しくなった100の秘密（ベッキー・リーマン〈デニス・リチャーズ〉）

#### ドラマ
- アース2（ベス）
- iCarly
- アンフォゲッタブル 完全記憶捜査（ウェンディ・ウィルソン）
- ER緊急救命室
  - シーズン2 #14（ジャネット〈スザンヌ・カーニー〉）
  - シーズン3 #15（アンジー〈マリソル・ニコルズ〉）
  - シーズン5 #2（ローズマリー）
  - シーズン7 #12（ジャニス〈サラ・ローゼンバーグ〉）
  - シーズン11 #20（ミッシェル〈エミリー・ハリソン〉）
- エア・アメリカ（アリソン・ストラットン）
  - 特務指令
  - ラスト・エージェント
- エグザイル 戦慄の絆（マンディ）
- カリフォルニケーション（キャリー〈ナタリー・ジー〉）
- 救命医ハンク セレブ診療ファイル（ソフィア・サントス〈ロゼリン・サンチェス〉、レイナ・サルーニャ）
- グリーン・デスティニー 電視版（ジャオロン〈シュイリン〉）
- 刑事モース〜オックスフォード事件簿〜
- ゴースト 〜天国からのささやき #10（リサ）
- 三銃士（ミリョン〈ユ・イニョン〉[16]）
- サンタバーバラ（レイクン）
- シークエスト（ロニー・ヘンダーソン少尉）
- SUPERGIRL/スーパーガール シーズン5〜（アンドレア・ロハス/アクラタ〈ジュリー・ゴンザロ〉)
- スーパーナチュラル（メグ）
- スタートレック:ヴォイジャー #103（ディライニー姉妹）
- スタートレック:ディープ・スペース・ナイン シーズン6 #12（ラレル）
- ステート・ウイズイン 〜テロリストの幻影〜（ジェーン・ラバリー〈エヴァ・バーシッスル〉）
- セックス・アンド・ザ・シティ（シャーロット・ヨーク〈クリスティン・デイヴィス〉）
  - AND JUST LIKE THAT... / セックス・アンド・ザ・シティ新章[17]
- 捜査官クリーガン（ケリー）
- デスパレートな妻たち（ケンドラ・テイラー）
- トワイライト・ゾーン（「太陽の聖杯」:イヴ〈ローレン・リー・スミス〉）
- ハイテク武装車バイパー2（アリー・ファロー）
- パワーレンジャー・ターボ（ディミトリア）
- HAWAII FIVE-0（ニコール〈アマンダ・シュル〉）
- PAN AM/パンナム（アマンダ・メイソン〈アシュリー・グリーン〉）
- ホテル・バビロン（アリス）
- 9-1-1:LONE STAR シーズン1 #9（グウィネス〈リサ・エデルシュタイン〉）
- ミッシング -サイキック捜査官- #6（ジョバンナ・カステリオーネ）
- ミディアム4 霊能者アリソン・デュボア #9, 10（ジョアンナ）
- 連城訣（水笙〈シュー・チャン〉）
- ロスト・イン・スペース（ヒーザー・グラハム）

#### アニメ
- スター・ウォーズ/クローン・ウォーズ（ミラージュ）
- ターザン&ジェーン
- ブレイブ・リトル・トースター レスキュー大作戦!

### テレビドラマ
- 父子刑事（1997年、佐川珠美）
- 森村誠一の終着駅シリーズ 7「街・新宿〜伊豆、連鎖殺人の謎!天竜峡から来た女・真犯人も殺された…」（1997年、八雲葉子）
- 風紋（1999年、受け付け嬢）
- 京都迷宮案内（2000年、平川厚子）

### ラジオ
- BLEACH “B” STATION（2007年3月度マンスリーパーソナリティー）

### CD
- BLEACH BEAT COLLECTION 2nd SESSION 02 -TOUSHIRO HITSUGAYA/RANGIKU MATSUMOTO/MOMO HINAMORI-
- Rose Balcony 〜ジュリエットの肖像
- 雪に咲く繻子の花

### CM
- SHARP スマートフォン for ジュニア
- ニッセイ保険口座 フラダンス編（赤ちゃんママ）
- 白元「在宅菌務」（奥さん）
- ファイザー
- 山梨県PR
- ライオン・アクロンTVCM（洗濯ヨシ子の声）

### 舞台
1994年
- ベルナルダ･アルバの家（喪服の女）

1996年
- 修道女（シスター・バルバラ、シスター・テレサ）
- テムペスト（妖精）

1998年
- 谷間の歌（ヴェロニカ）
- プレイングフォアタイム-命を奏でて-（ファニア・フェヌロン）

1999年
- スィート・パニック（ジョージの声）

2000年
- グリークス（コロス、クリュセウス）

2001年
- 風と共に去りぬ（2001年 - 2003年、スエレン・オハラ）

2002年
- それから（三千代）
- 阿吽〜女と胃袋（節子）

2003年
- 灯台

2004年
- チェーホフ的気分（シャヴローワ）

2005年
- アルジャーノンに花束を（2005年 - 2008年、フェイ・リルマン）

2006年
- サクラ大戦 紐育レビュウショウ〜歌う♪大紐育♪〜（3月18日 - 19日、新宿文化センター）（ダイアナ・カプリス）
- 夏の夜の夢（ヒポリタ、タイターニア）

2007年
- サクラ大戦 紐育レビュウショウ〜歌う♪大紐育♪2〜（7月15日 - 18日、日本青年館）（ダイアナ・カプリス）

2008年
- サクラ大戦 紐育レビュウショウ〜歌う♪大紐育♪3〜ラストショウ（8月27日 - 31日、銀河劇場）（ダイアナ・カプリス）

2010年
- スタア（杉梢）

2011年
- サクラ大戦 紐育星組ライブ2011〜星を継ぐもの〜（7月29日 - 31日、日本青年館）（ダイアナ・カプリス）

2012年
- サクラ大戦 紐育星組ライブ2012 〜誰かを忘れない世界で〜（8月31日 - 9月 2日、日本青年館）（ダイアナ・カプリス）

2013年
- サクラ大戦 紐育星組ショウ2013 〜ワイルド・ウエスト・希望〜（7月26日 - 28日、日本青年館）（ダイアナ・カプリス）
- 乙一 を 読む! 落ちる飛行機の中で（女）
- 本当のことを言ってください。（東弓子）

2014年
- BLUE（ジェニファー）
- サクラ大戦 紐育星組ショウ2014 〜お楽しみはこれからだ〜（8月29日 - 31日、日本青年館）（ダイアナ・カプリス）

2015年
- 谷間の女たち（ラモォナ）

2016年
- 楽屋〜流れさるものはやがてなつかしき〜（女優C）
- みどりのおばさん現る メランコリー白書（里美ゆり子）

### イベント
- サクラ大戦 武道館ライブ 〜帝都・巴里・紐育〜（2007年5月13日、日本武道館）（ダイアナ・カプリス[25]）
- サクラ大戦 巴里花組＆紐育星組ライブ2010 〜可憐な花々 煌めく星々〜（2010年12月10日-12月12日、青山劇場）（ダイアナ・カプリス[26]）
- サクラ大戦 武道館ライブ2 〜帝都・巴里・紐育〜（2011年10月7日、日本武道館）（ダイアナ・カプリス[27]）

### シリーズ一覧
1. ↑  第1期（2004年 - 2005年）、第2期『Max Heart』（2005年 - 2006年）
2. ↑  第1期『-風舞高校弓道部-』（2018年）、第2期『-つながりの一射-』（2023年）
3. ↑  第1クール（2022年）、第2クール『-訣別譚-』（2023年）
4. ↑  『劇場版 アイカツ！』（2014年）、『ねらわれた魔法のアイカツ！カード』（2016年）、『10th STORY 〜未来へのSTARWAY〜』（2022年 - 2023年）、『アイカツ!×プリパラ THE MOVIE -出会いのキセキ!-』（2025年）